# Museu Brasileiro da Escultura
Het Museu Brasileiro da Escultura (MuBE) is een museum voor moderne en hedendaagse beeldhouwkunst aan de Avenida Europa in de wijk Jardim Europa van de Braziliaanse stad São Paulo.

## Geschiedenis
Het museum is tussen 1987 en 1995 gebouwd naar het ontwerp van de Braziliaanse architect Paulo Mendes da Rocha. Het werd in 1995 geopend met een expositie van het werk van de beeldhouwer Victor Brecheret, waarvan 140 werken tot de vaste collectie van het MuBE behoren. Andere exposities waren gewijd aan Max Ernst, Giorgio de Chirico, César Baldaccini, Bruno Giorgi en Frans Krajcberg.

## Galerij

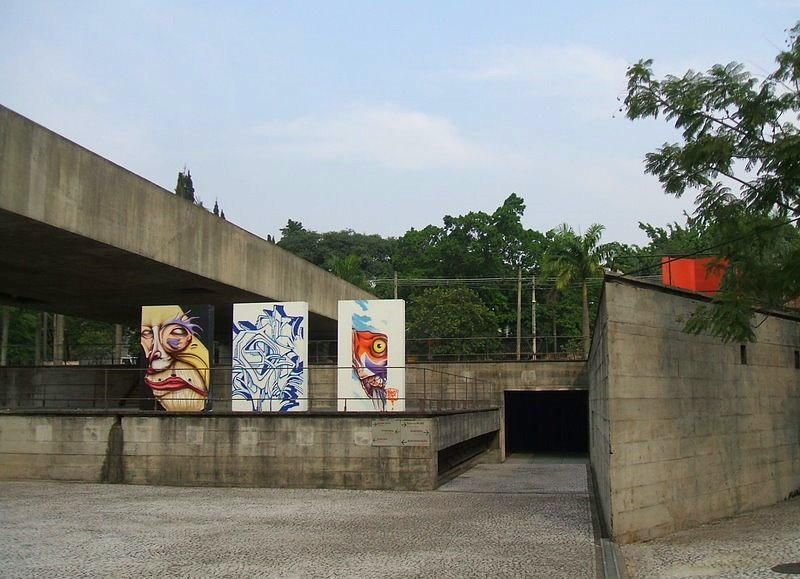
Museum
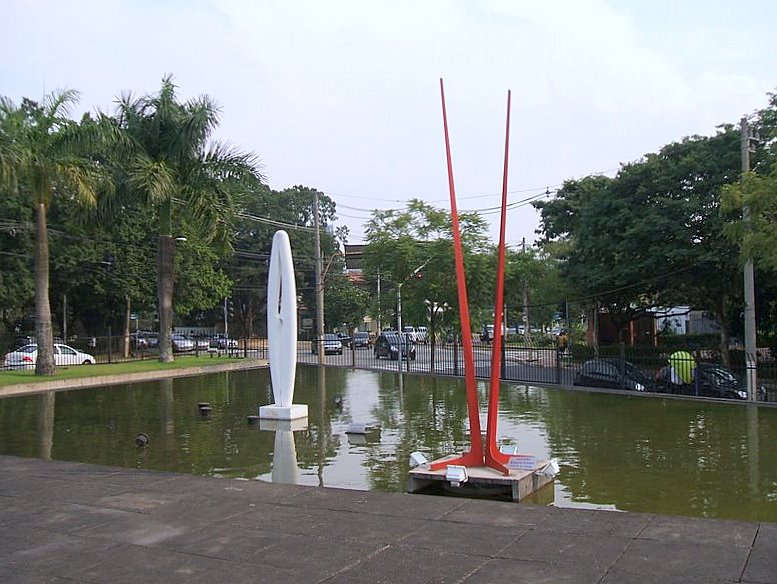
Beeldenpark